# 中和滴定

滴定の準備。この写真には写っていないが、ビュレットはクランプに挟まれている。指示薬としてフェノールフタレインを用いると溶液がピンク色になる。

中和滴定（ちゅうわてきてい）は濃度未知の酸や塩基を濃度既知の酸や塩基で中和して酸や塩基の濃度を決める操作（滴定）である。酸塩基滴定（さんえんきてきてい、acid-base titration）ともいう。
この操作によって未知の酸や塩基の溶液の定量分析を行うことができる。この滴定には酸と塩基の中和反応を用いる。pKa（酸解離指数）やKa（酸解離定数）をpHのグラフから求めることもできる。また、化学物質の純度を決めるのにも用いられる。

## アルカリ滴定と酸滴定
アルカリ滴定（Alkalimetry）と酸滴定（acidimetry）は中和反応に基づく容量分析の一種である。 アルカリ滴定は塩基（アルカリ）の濃度を決定するのに特化した分析法である。一方酸滴定は酸の濃度を決定するための分析法である

## 必要な装置
滴定に必要な装置は以下のとおり。
- ビュレット
- 白い板 – 溶液の色の変化をみるために必要である
- ピペット
- 酸塩基指示薬 - 反応物によって変える必要がある
- 三角フラスコまたはコニカルビーカー
- 滴定液と滴定装置（濃度既知の標準溶液（英語版）、炭酸ナトリウムがよく用いられる)
- 分析物と滴定物（滴定で濃度を調べる溶液）

## 方法
滴定前に適切な指示薬を選ぶ必要がある。等量点は滴定に用いる酸と塩基の種類によって変わり、等量点におけるpHはおおよそ次のようになっている。
- 強酸と強塩基:中性（pH = 7）溶液
- 強酸と弱塩基（英語版）:酸性（pH < 7)溶液
- 弱酸と強塩基:塩基性（pH > 7）溶液

弱酸と弱塩基が中和反応する場合、中和点はその酸と塩基の解離定数の大小による。もし両者の平衡定数が同程度なら、中和点は中性（pH=7）付近になる。しかし、中和点付近の色の変化が明瞭ではないため弱酸を弱塩基で（あるいは弱塩基を弱酸で）滴定することは稀である。

指示薬の色が変わる点を終点と呼ぶ。終点のpH付近を変色域にもつ指示薬を使うのが望ましい。
まず、ビュレットを標準溶液で、ピペットを濃度未知の溶液で共洗いし、コニカルビーカーを蒸留水や脱イオン水などの純水で洗う。
次に、一定体積の濃度未知の溶液をピペットでとり、コニカルビーカーに移す。この時コニカルビーカーに少量の指示薬を加える。
その後、濃度既知の溶液をコニカルビーカーに落としていく。この段階までに、未知の溶液の中和に必要な溶液量を概算しておく。コニカルビーカー内の溶液の色が変わった点を終点とし、その点でのビュレットの読みを記録しておく。これを1回目の滴定値とする。
同じ滴定を少なくとも3回行い、平均をとって値の正確さを向上させる。ビュレットの読みの始点と終点の読みを記録しておく。終点の値から始点の値を引いて滴定に要した溶液の体積を求める。終点はコニカルビーカーの液の色が変わり、元に戻らなくなった点とする。
指示薬は、強酸と強塩基の中和滴定ではブロムチモールブルー、弱酸と強塩基の中和滴定ではフェノールフタレイン、強酸と弱塩基の中和滴定ではメチルオレンジを用いる。ただし、塩基のpHが13.5より大きく、酸のpHが5.5より大きい場合アリザリンイエローが指示薬として用いられる。一方、酸のpHが0.5より小さく、塩基のpHが8.5より小さい場合はチモールブルーが用いられる。

## 弱酸の滴定
弱酸の溶液を強塩基で滴定した際のpH変化は以下の4つに分類される
1. 最初のpH
2. 中和点までのpH
3. 中和点でのpH
4. 中和点以降でのpH

下の式は弱酸の濃度が{\displaystyle K_{a}}の1000倍以上ある場合にのみ成立する。もしそうでない場合は、近似を用いずより正確に計算を行うRICEチャートが必要となる。以下はRICEチャートの簡略化である。
1. 最初のpHは弱酸の溶液の場合だいたい以下の式で表される。
{\displaystyle \mathrm {pH} =-\log {\sqrt {K_{a}F}}}
{\displaystyle K_{a}}は酸解離定数、{\displaystyle F}は酸溶液の濃度である。
2. 中和点までのpHは弱酸と共役塩基（英語版）の生成量による。下の式に従って計算を行うことで任意点でのpHを計算できる（以下は ヘンダーソン・ハッセルバルヒの式の変形である）
{\displaystyle {\ce {pH}}={\ce {p}}K_{a}+\log({\frac {n_{\ce {OH^{-}\ added}}}{n_{\ce {HA\ initial}}-n_{\ce {OH^{-}\ added}}}})}
ただし
- {\displaystyle \mathrm {p} K_{a}}は弱酸の酸解離定数の対数をとって負の記号をつけたもの（酸解離指数）
- {\displaystyle n_{OH^{-}}}は溶液に加えられた強塩基のモル数
- {\displaystyle n_{HA}}は滴定前にあった弱酸のモル数

である。
対数の真数部の、分子と分母が等しい場合（{\displaystyle {n_{\ce {OH^{-}\ added}}}={n_{\ce {HA\ initial}}-{n_{\ce {OH^{-}\ added}}}}}）、真数は1に、対数は0になる。このときのpHはpKaと等しくなり、中和点までの半分

塩基を滴定液に用いたときのpH変化のアニメーション

3. 中和点では、弱酸は完全に中和され、その共役塩基に変化している。pHは7より大きく、以下の式より求められる。
1. {\displaystyle \mathrm {pH+pOH=14} }
2. {\displaystyle K_{a}K_{b}=10^{-14}}
3. 中和点において{\displaystyle C_{a}V_{a}=C_{b}V_{b}}

上の3つの関係を用いると、中和点でのpHを求める式は次のようになる。
{\displaystyle \mathrm {pH} =14+\log {\sqrt {\frac {C_{a}C_{b}K_{w}}{(C_{a}+C_{b})K_{a}}}}}
- ただし{\displaystyle C_{a}}は酸の濃度、{\displaystyle C_{b}}は塩基の濃度である。
- また{\displaystyle K_{w}}は水の電離定数、{\displaystyle K_{a}>}は酸解離定数である。

酸が塩基によって中和された際のpHは酸と塩基の強さに依存する。酸と塩基の強さが同じ場合は中和点のpHは7になる。
4. 中和点以降では溶液には2種類の塩基が含まれている。酸の中和によって生じた弱酸の共役塩基と過剰に滴下された強塩基である。しかし、滴定液は中和によって生じた共役塩基より強い塩基であるから、溶液のpHは強塩基によって決まる。従って、溶液のpHは下式によって求められる。
{\displaystyle \mathrm {pH} =14+\log {\frac {C_{b}V_{b}-C_{a}V_{a}}{(V_{a}+V_{b})}}}
以上のpH変化は正確に一つの式で表すことができる。
{\displaystyle \phi ={\frac {C_{b}V_{b}}{C_{a}V_{a}}}={\frac {\alpha _{{\ce {A^-}}}-{\frac {{\ce {[H^+] - [OH^-]}}}{C_{a}}}}{1+{\frac {{\ce {[H^+] - [OH^-]}}}{C_{b}}}}}}
{\displaystyle \alpha _{A^{-}}={\frac {K_{a}}{[{\ce {H}}^{+}]+K_{a}}}}
- {\displaystyle \phi }は滴定の進度（中和点より手前ではφ < 1、中和点ではφ = 1、中和点以降ではφ > 1である）
- {\displaystyle C_{a},C_{b}}は酸と塩基の濃度
- {\displaystyle V_{a},V_{b}}は酸溶液と塩基溶液の体積
- {\displaystyle \alpha _{{\ce {A^-}}}}は電離した弱酸の割合
- {\displaystyle K_{a}}は酸の電離定数
- {\displaystyle {\ce {[H^+], [OH^-]}}}はH+およびOH–の濃度

この式は少々複雑ではあるが、中和滴定でのpH変化を一つの式で表している。

## 滴定溶液の色

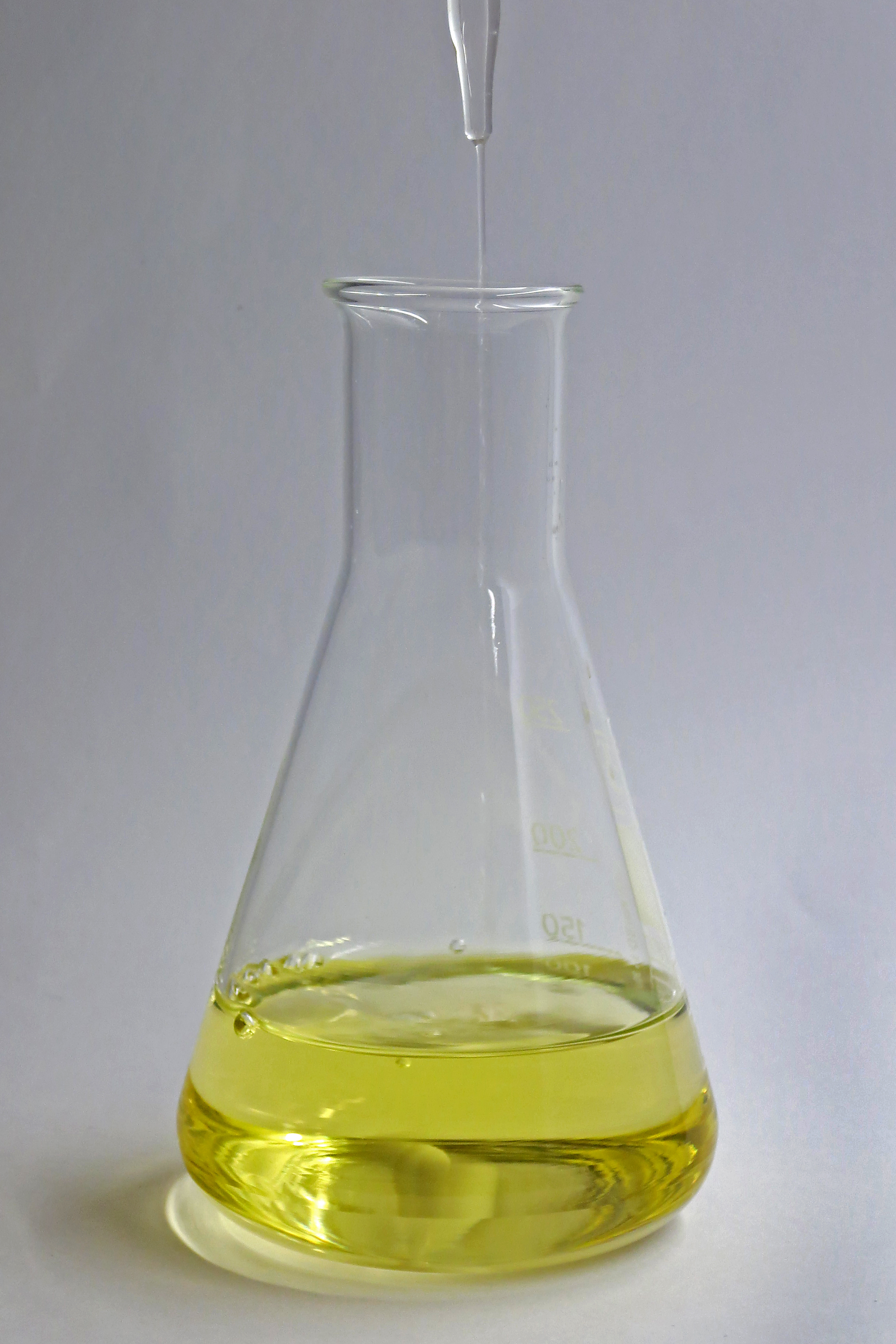
終点前のメチルオレンジ
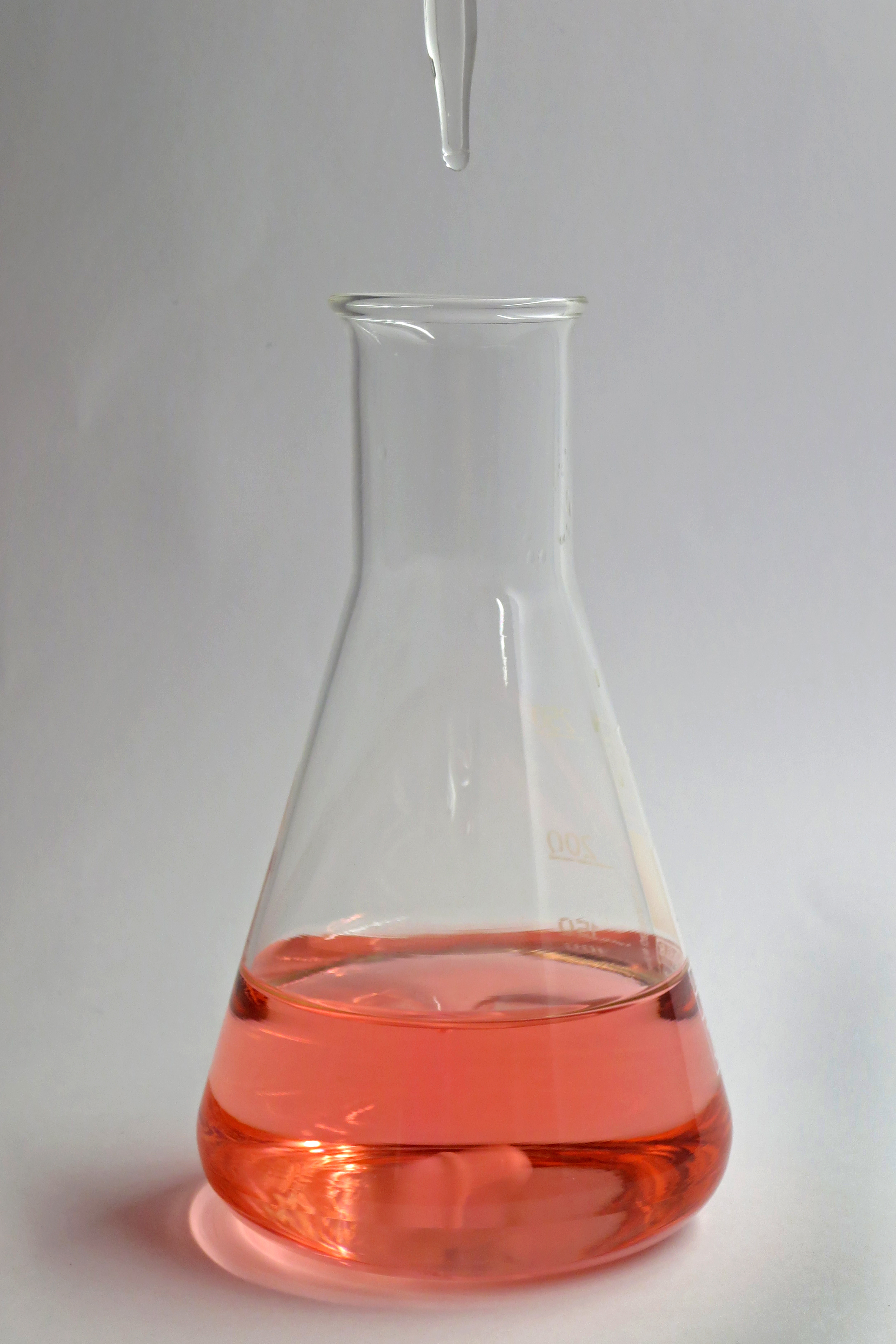
終点以降でのメチルオレンジ

## プロット法
滴定プロセスにおけるpHは純粋な酸と純粋な塩基における値である。プロトンを1個しか放出しない酸と塩基の中和反応については比較的pHが計算しやすい。水酸化物イオンや水素イオンを複数個放出できる酸や塩基の場合、計算は複雑になる。平衡グラフ（equiligraph）などの理論がが複数の平衡の組み合わせを説明するために用いられてきた。これらは応用しやすいが、利用されることは少ない。